# Ray Dee Ohh
Ray Dee Ohh var et dansk popband, der eksisterede fra 1988 til 1991. Bandet bestod af Maria Bramsen (vokal), Caroline Henderson (vokal), Michael Bruun (guitar), Poul Halberg (guitar), Jan Sivertsen (trommer), Simon West (keyboards) og Christian Dietl (bas).
Det selvbetitlede debutalbum fra 1989 solgte 110.000 eksemplarer. Det efterfølgende album, Too (1990), solgte over 200.000 eksemplarer. Gruppens tredje og sidste album, Radiofoni fra 1991, solgte 120.000 eksemplarer.
Ray Dee Ohh bestod af musikere, som kom fra andre kendte bands: Tøsedrengene og Halberg Larsen. Adskillige af Ray Dee Oohs sange blev udformet på den måde, at Michael Bruun og Poul Halberg komponerede musikken, mens en dansk superstjerne fra et andet band var hentet ind for at skrive teksten. Således er teksterne til flere af Ray Dee Ohhs største hits skrevet af folk som Steffen Brandt fra TV•2, Anne Dorthe Michelsen fra Tøsedrengene og Elisabeth fra Voxpop.

## Diskografi

### Studiealbum
- Ray Dee Ohh (Replay, 1989)
- Too (Replay, 1990)
- Radiofoni (Replay, 1991)

### Opsamlingsalbum
- All the Hits (Replay, 1996)
- De største og de bedste (BMG, 2002)
- Det hele (Sony Music, 2010)

### Singler
- "Brændende læber" (Michael Bruun - Poul Halberg, tekst: Elisabeth Gjerluff Nielsen)
- "Mandags-stævnemøde" (Michael Bruun - Poul Halberg, tekst: Elisabeth Gjerluff Nielsen)
- "Efterår" (Michael Bruun - Poul Halberg, tekst: Steffen Brandt)
- "Jeg vil la' lyset brænde" (Michael Bruun - Poul Halberg, tekst: Elisabeth Gjerluff Nielsen)
- "Elskes af dig" (Poul Halberg, tekst: Steffen Brandt)